# Comitatul White, Indiana
Comitatul White, conform originalului din limba engleză, White County, este unul din cele 93 de comitate ale statului american Indiana. Conform recensământului Statelor Unite Census 2000, efectuat de United States Census Bureau, populația totală era de 24.643 de locuitori. Sediul comitatului este orașul Monticello. Denominarea White County este 181 pe lista comitatelor statului.

## Geografie

## Demografie
|  | Graficele sunt indisponibile din cauza unor probleme tehnice. Mai multe informații se găsesc la Phabricator și la wiki-ul MediaWiki. |

Date: Wikidata - grafică realizată de Wikipedia